# Antonia Campi
Antonia Miklazievicz Campi (Lublin, (Polònia), 10 de desembre de 1773 – Múnic, 1 d'octubre de 1822) fou una cantant d'òpera polonesa (Soprano).
El 1801 debutà a Viena amb un gran èxit, sancionat més tar pel públic il·lustrat dels teatres més importants d'Europa. Entre les òperes de repertori antic en què destacava especialment, s'hi troben Don Giovanni i La flauta màgica. En posar-se de moda la música de Rossini, cantà amb èxit la majoria de les seves òperes. Figurà com una de les primeres figures de l'escena de la seva època, no tan sols per la seva bella i ben timbrada veu que assolia del sol greu al fa sobre-agut, o sigui prop de tres octaves, sinó també per la seva escola de cant, puresa de vocalització i el sentiment que imprimia als rols que desenvolupava.
Casada amb el cantant Gaetano Campi tingué 17 fills d'aquell matrimoni en quatre parts dobles i un triple, sense que aquella sorprenent maternitat influís en el seu òrgan vocal. En dels seus viatges que va fer de Varsòvia a Múnic (1822) l'atacà una febre inflamatòria que la portà al sepulcre en pocs dies.